# Hokkai Takashima

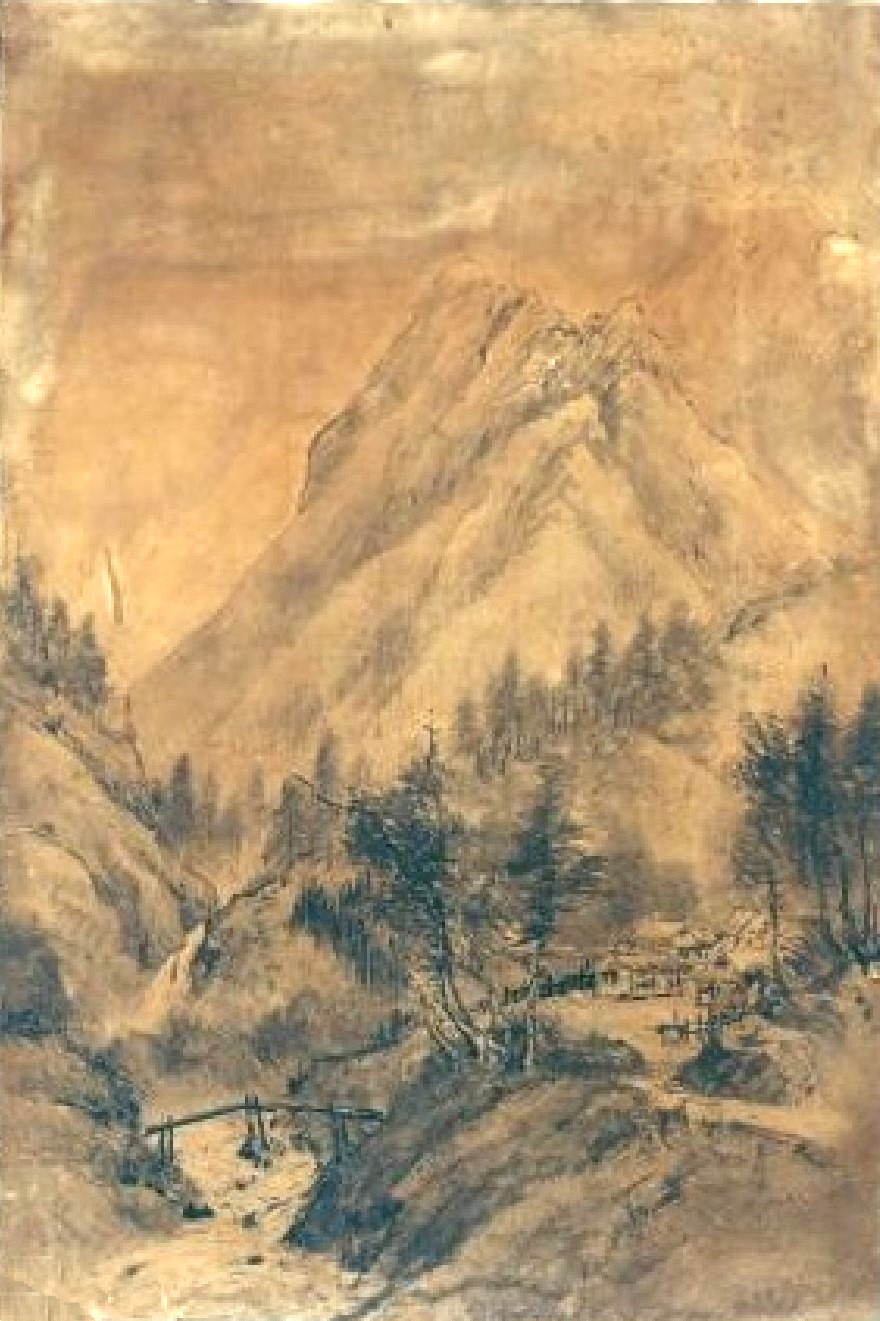
La Montagne - Stampa ad inchiostro di china.

Hokkai Takashima,  (高島 北海?, Takashima Hokkai) il cui vero nome era Tokuzō (得三?), (Hagi, 1850 – 1931), è stato un pittore, ingegnere e botanico giapponese, membro del movimento artistico denominato scuola di Nancy.

## Biografia
Figlio di un medico appartenente alla casta dei samurai, ebbe una educazione estremamente tradizionale.
Percorse il Giappone per sette anni per studiare la flora e l'agricoltura, accompagnato da un pittore, e venne poi inviato in Scozia e quindi a Nancy dal ministero dell'agricoltura del Giappone per seguire i corsi in quei paesi nei quali soggiornò dal 1885 al 1888.
A Nancy divenne amico di Ernest Bussière, Émile Gallé, Victor Prouvé e René Wiener.
Quest'ultimo organizzerà una mostra dei disegni di Hokkai nella vetrina del suo negozio consentendo così all'artista giapponese di partecipare alla esposizione de Beaux-Arts de Nancy l'anno seguente.
Takashima influenzerà nettamente l'arte di Louis Hestaux e Camille Martin, molto sensibili all'arte giapponese.
Rientrato in Giappone, divenne direttore del dipartimento delle foreste. Ritornò a Nancy nel 1889, per un breve soggiorno, prima di lasciare la sua carica ministeriale e dedicarsi definitivamente alla pittura.
Nel 1901 figurava nel comitato direttivo della scuola di Nancy.
98 delle opere di Takashima vennero donate a René Wiener e numerose sue tavola a l'École forestière.